# Olival (Ourém)
Olival è una ex freguesia nel comune di Ourem in Portogallo. Ha un'area di 21,11 km2 e una popolazione 2.158 abitanti, 102 per km2.

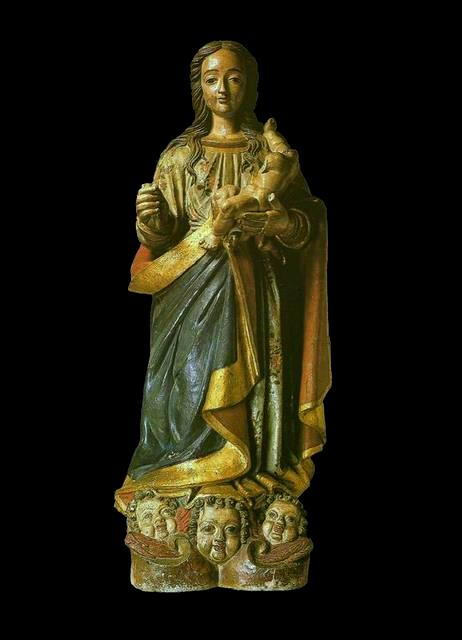
Nossa Senhora da Purificação

Nella freguesia c'è una forte devozione alla Madonna della Purificazione (in portoghese: Nossa Senhora da Purificação).

## Centri abitati
Olival comprende i seguenti centri abitati:
- Soutaria
- Mossomodia
- Casaria
- Ventilharia
- Boieiro
- Conceição
- Gaiteiros
- Montalto
- Esperança
- Ribeira
- Brejo
- Casais de Carcavelos
- Carcavelos de Cima
- Carcavelos de Baixo
- Cisterna
- Pairia
- Tomareis
- Paiveira
- Cardal
- Barrocaria
- Óbidos
- Aldeia-Nova
- Moinhos
- Capucho
- Camalhotes
- Casais dos Montes
- Casal da Mata